# Weibersbrunn
Weibersbrunn é um município da Alemanha, localizado no distrito Aschaffenburg, no estado de Baviera.